# アンジェイ・バートコウィアク
アンジェイ・バートコウィアク（Andrzej Bartkowiak、A.S.C.、1950年3月6日 - ）は、ポーランド・ウッチ出身の撮影監督・映画監督。ハリウッドで活躍している。

## 来歴
ポーランドの名門であるウッチ映画大学で学び、1972年にアメリカに移住。1981年の『プリンス・オブ・シティ』からシドニー・ルメットの作品の撮影を手がけるようになる。2000年からは監督業にも乗り出している。

## キャリア
1980年代初頭に、アカデミー賞作品賞にノミネートされた3作品（『評決』、『愛と追憶の日々』、『女と男の名誉』）で撮影監督を担当した。その間、シドニー・ルメット監督とも親交を深め、1981年（『プリンス・オブ・シティ』）から1993年（『ギルティ/罪深き罪』）までの間、ルメット監督のほぼすべての作品で撮影監督を務めた。
ジェット・リーとアリーヤが出演したマーシャルアーツアクション映画『ロミオ・マスト・ダイ』で監督デビューし、興行収入9,100万ドルを記録した。その1年後には、スティーヴン・セガール主演のアクション・スリラー映画『DENGEKI 電撃』を製作し、劇場でヒットさせた。一方で、『ブラック・ダイヤモンド』は、興行的には中程度の成功を収めただけだった。
その後、アショク・アムリトラジのHyde Park Entertainmentやカプコンと組んで、『ストリートファイター ザ・レジェンド・オブ・チュンリー』を監督したが、ファンや批評家の評価は散々なものだった。
2010年には、『フォーリング・ダウン』でタッグを組んだジョエル・シュマッカー監督のスリラー映画『ブレイクアウト』で撮影監督を務めた。

## 主な作品

### 撮影監督
- 3 by Cheever: The 5:48 (1979)
- プリンス・オブ・シティ Prince of the City (1981)
- デストラップ 死の罠 Deathtrap (1982)
- 評決 The Verdict (1982)
- Daniel (1983)
- 愛と追憶の日々 Terms of Endearment (1983)
- ガルボトーク 夢のつづきは夢…（英語版） Garbo Talks (1984)
- 女と男の名誉 Prizzi's Honor (1985)
- キングの報酬 Power (1986)
- モーニングアフター The Morning After (1986)
- ナッツ Nuts (1987)
- ツインズ Twins (1988)
- ファミリービジネス Family Business (1989)
- Q&A Q&A (1990)
- いつも隣りにいてほしい（英語版） Hard Promises (1991)
- 刑事エデン/追跡者 A Stranger Among Us (1992)
- フォーリング・ダウン Falling Down (1993)
- ギルティ/罪深き罪 Guilty as Sin (1993)
- スピード Speed (1994)
- グッドマン・イン・アフリカ A Good Man in Africa (1994)
- 代理人 Losing Isaiah (1995)
- スピーシーズ 種の起源 Species (1995)
- ジェイド Jade (1995)
- マンハッタン・ラプソディ The Mirror Has Two Faces (1996)
- ダンテズ・ピーク Dante's Peak (1997)
- ディアボロス/悪魔の扉 The Devil's Advocate (1997)
- 追跡者 U.S. Marshals (1998)
- リーサル・ウェポン4 Lethal Weapon 4 (1998)
- ゴシップ Gossip (2000)
- 13デイズ Thirteen Days (2000)
- ブレイクアウト Trespass (2011)
- Grey Lady (2017)

### 監督
- ロミオ・マスト・ダイ Romeo Must Die (2000)
- DENGEKI 電撃 Exit Wounds (2001)
- ブラック・ダイヤモンド Cradle 2 the Grave (2003)
- DOOM Doom (2005)
- ストリートファイター ザ・レジェンド・オブ・チュンリー Street Fighter: The Legend of Chun-Li (2009)
- マキシマム・インパクトen（） Maximum Impact (2017)
- Dead Reckoning (2020)